# Dyskografia Enhypen
Południowokoreański boysband Enhypen wydali trzy albumy studyjne, sześć minialbumów (EP) i dziewięć singli oraz pojawili się na dziewięciu ścieżkach dźwiękowych. 

## Albumy

### Albumy studyjne
| Rok                                            | Dane dot. albumu | Najwyższa pozycja | Najwyższa pozycja | Najwyższa pozycja | Najwyższa pozycja | Najwyższa pozycja | Najwyższa pozycja | Najwyższa pozycja | Najwyższa pozycja | Najwyższa pozycja | Najwyższa pozycja | Sprzedaż                                         |
| Rok                                            | Dane dot. albumu | KOR (Circle)      | CAN               | FRA               | GER               | JPN (Oricon)      | JPN Hot           | UK                | POL               | US                | US World Albums   | Sprzedaż                                         |
| Koreańskie                                     | Koreańskie | Koreańskie        | Koreańskie        | Koreańskie        | Koreańskie        | Koreańskie        | Koreańskie        | Koreańskie        | Koreańskie        | Koreańskie        | Koreańskie        | Koreańskie                                       |
| ---------------------------------------------- | --- | ----------------- | ----------------- | ----------------- | ----------------- | ----------------- | ----------------- | ----------------- | ----------------- | ----------------- | ----------------- | ------------------------------------------------ |
| 2021                                           | Dimension: Dilemma - Wydany: 12 października 2021 - Wytwórnia: Belift, Genie, Stone - Format: CD, digital download, streaming | 1                 | 50                | –                 | 8                 | 1                 | 1                 | 81                | 39                | 11                | 1                 | - KOR: 1 505 050+ - JPN: 156 719+ - US: 31 000+  |
| 2024                                           | Romance: Untold - Wydany: 12 lipca 2024 - Wytwórnia: Belift, Genie, Stone - Format: CD, digital download, streaming           | 1                 | –                 | 1                 | 4                 | 1                 | 1                 | –                 | 12                | 2                 | 1                 | - KOR: 2 092 432+ - JPN: 289 099+ - US: 117 000+ |
| Japońskie                                      | |                   |                   |                   |                   |                   |                   |                   |                   |                   |                   |                                                  |
| 2022                                           | Sadame - Wydany: 26 października 2022 - Wytwórnia: Universal Japan - Format: CD, digital download, streaming                  | –                 | –                 | –                 | –                 | 1                 | 1                 | –                 | –                 | –                 | 5                 | - JPN: 277 261+                                  |
| Wydania ponowne                                | |                   |                   |                   |                   |                   |                   |                   |                   |                   |                   |                                                  |
| 2022                                           | Dimension: Answer - Wydany: 10 stycznia 2022 - Wytwórnia: Belift, Genie, Stone - Format: CD, digital download, streaming      | 1                 | 79                | 17                | 14                | 1                 | 1                 | –                 | –                 | 13                | 1                 | - KOR: 894 609+ - JPN: 141 246+                  |
| "–" oznacza, że wydawnictwo nie było notowane. | |                   |                   |                   |                   |                   |                   |                   |                   |                   |                   |                                                  |

### Minialbumy
| Rok                                            | Dane dot. albumu | Najwyższa pozycja | Najwyższa pozycja | Najwyższa pozycja | Najwyższa pozycja | Najwyższa pozycja | Najwyższa pozycja | Najwyższa pozycja | Sprzedaż                                        |
| Rok                                            | Dane dot. albumu | KOR (Circle)      | GER               | JPN (Oricon)      | JPN Hot           | POL               | US                | US World Albums   | Sprzedaż                                        |
| ---------------------------------------------- | --- | ----------------- | ----------------- | ----------------- | ----------------- | ----------------- | ----------------- | ----------------- | ----------------------------------------------- |
| 2020                                           | Border: Day One - Wydany: 30 listopada 2020 - Wytwórnia: Belift, Genie, Stone - Format: CD, digital download, streaming | 2                 | 95                | 2                 | 2                 | –                 | –                 | 14                | - KOR: 747 502+ - JPN: 124 012+                 |
| 2021                                           | Border: Carnival - Wydany: 26 kwietnia 2021 - Wytwórnia: Belift, Genie, Stone - Format: CD, digital download, streaming | 1                 | 26                | 1                 | 1                 | 28                | 18                | 1                 | - KOR: 1 012 300+ - JPN: 132 502+               |
| 2022                                           | Manifesto: Day 1 - Wydany: 4 lipca 2022 - Wytwórnia: Belift, Genie, Stone - Format: CD, digital download, streaming     | 2                 | 6                 | 1                 | 1                 | 8                 | 6                 | 1                 | - KOR: 1 416 422+ - JPN: 140 361+ - US: 74 000+ |
| 2023                                           | Dark Blood - Wydany: 22 maja 2023 - Wytwórnia: Belift, Genie, Stone - Format: CD, digital download, streaming           | 1                 | 9                 | 1                 | 1                 | 8                 | 4                 | 2                 | - KOR: 1 776 007+ - JPN: 179 850+ - US: 85 000+ |
| 2023                                           | Orange Blood - Wydany: 17 listopada 2023 - Wytwórnia: Belift, Genie, Stone - Format: CD, digital download, streaming    | 1                 | 17                | 1                 | 1                 | 96                | 4                 | 1                 | - KOR: 2 029 707+ - JPN: 204 262+ - US: 87 000+ |
| 2024                                           | Memorabilia - Wydany: 13 maja 2024 - Wytwórnia: Belift, Genie, Stone - Format: CD, digital download, streaming          | 3                 | 71                | 3                 | 3                 | –                 | –                 | –                 | - KOR: 262 234+ - JPN: 13 983+                  |
| "–" oznacza, że wydawnictwo nie było notowane. | |                   |                   |                   |                   |                   |                   |                   |                                                 |

### Single

#### Single cyfrowe
| Rok                                                       | Tytuł                           | Najwyższa pozycja | Najwyższa pozycja | Najwyższa pozycja | Najwyższa pozycja | Najwyższa pozycja | Album              |
| Rok                                                       | Tytuł                           | Circle            | JAP Hot           | NZ Hot            | US World          | WW                | Album              |
| --------------------------------------------------------- | ------------------------------- | ----------------- | ----------------- | ----------------- | ----------------- | ----------------- | ------------------ |
| 2020                                                      | „Given-Taken”                   | –                 | 3                 | –                 | 13                | –                 | Border: Day One    |
| 2021                                                      | „Drunk-Dazed”                   | 118               | 44                | –                 | 3                 | –                 | Border: Carnival   |
| 2021                                                      | „Tamed-Dashed”                  | 110               | 1                 | –                 | 11                | –                 | Dimension: Dilemma |
| 2022                                                      | „Blessed-Cursed”                | 114               | 32                | –                 | 7                 | –                 | Dimension: Answer  |
| 2022                                                      | „Future Perfect (Pass the Mic)” | 108               | 28                | 38                | –                 | –                 | Manifesto: Day 1   |
| 2023                                                      | „Bite Me”                       | 66                | 3                 | 16                | 7                 | 109               | Dark Blood         |
| 2023                                                      | „Sweet Venom”                   | 120               | 33                | 18                | 5                 | 104               | Orange Blood       |
| 2024                                                      | „XO (Only If You Say Yes)”      | 90                | 35                | 16                | 2                 | 84                | Romance: Untold    |
| „–” oznacza, że singiel nie był notowany na danej liście. |                                 |                   |                   |                   |                   |                   |                    |